# 나탈리 탈매지
나탈리 탈매지(Natalie Talmadge, 1896년 4월 29일 ~ 1969년 6월 19일)는 미국의 배우이다. 배우 버스터 키턴의 아내로 유명했다.